# Кавагиси, Бундзабуро
Бундзабуро Кавагиси (яп. 川岸 文三郎; 1 января 1882, префектура Гумма, Японская империя — 16 июня 1957) — генерал-лейтенант Императорской армии Японии в годы Второй японо-китайской войны.

## Биография
Родился 1 января 1882 года в префектуре Гумма. В 1903 году окончил Военную академию Императорской армии Японии. В годы русско-японской войны служил в звании младшего лейтенанта в 3-м пехотном полку Императорской армии Японии. В ноябре 1911 года окончил Высшая военная академия Высшую военную академию Императорской армии Японии. Он служил в штабе Гарнизонной армии в Китае, Генштабе Императорской армии Японии, 2-го полка Императорской гвардии, Квантунской армии и 1-й дивизии до февраля 1924 года, когда был назначен адъютантом императора Японии. Вскоре Кавагиси был уволен в запас, но в 1929 году был назначен на должность командира 1-го гвардейского полка. В августе 1931 года Кавагиси получает звание генерал-майора и становится адъютантом императора Хирохито до 1934 года. Впоследствии он служил командиром 11-й независимой смешанной бригады Императорской армии Японии в 1935—1936 годах. В конце 1936 года был назначен командиром 20-й дивизии Императорской армии Японии в Корее.
После инцидента на Лугоуцяо дивизия Кавагиси была направлена на север Китая, участвовала в Пекин-Ханькоуской операции в составе Северо-Китайского фронта. Кавагиси вернулся в Японию в 1938 году, был назначен командующим Восточной армии, в 1939 году ушёл в отставку.
Умер 16 июня 1957 года. Его могила находится на кладбище Тама в городе Футю (префектура Токио).